# Ninoe fuscoides
Ninoe fuscoides är en ringmaskart som beskrevs av Fauchald 1972. Ninoe fuscoides ingår i släktet Ninoe och familjen Lumbrineridae. Inga underarter finns listade i Catalogue of Life.